# Димитър Киров (писател)
 За българския художник вижте Димитър Киров.  
Димитър Василев Киров е български поет, журналист и общественик. 

## Биография
Той е роден на 27 септември 1937 г. в село Мурсалево. 27 години е главен и зам.-главен редактор на общинския вестник в град Дупница. Създател и главен редактор и на общинските вестници в Бобов дол и Сапарева баня. Член е на Съюза на българските журналисти от 1978 г. Дълги години е кореспондент и сътрудник на централни вестници и списания, на радио „София“, вестник „Земя“, радио „Благоевград“ и други. За това време е публикувал над 20 000 журналистически материали — статии, коментари, очерци, кореспонденции и фейлетони. Председател е на Дружеството на писателите в Дупница, а след 1989 г. – на Дружеството на независимите писатели в региона. Автор е на три поетични книги и една проза. Печелил е няколко национални литературни конкурса и награди. Избран е за „Личност на годината – 2005“ – гр. Дупница.
Повече от 10 години Димитър Киров проучва историческото минало на с. Мурсалево. Плод на това дълбоко и сериозно изследване е научната монография под заглавие „Мурсалево от древността до наши дни“.